# Dorothy Hennessey
Dorothy Marie Robert Hennessey OSF (* 24. März 1913 in Manchester, Iowa; † 24. Januar 2008 in Dubuque, Iowa) war eine römisch-katholische Ordensgeistliche und Friedensaktivistin.
Dorothy Hennessey wurde als ältestes von dreizehn Geschwistern in Manchester, Iowa, geboren. Sie trat der Ordensgemeinschaft der Franziskanerinnen in St. Francis am 25. Januar 1932 bei; ihre Ewige Profess legte sie am 12. August 1937 ab. Sie war Lehrerin in Templeton, Remsen, Worthington, Holy Cross, Dubuque (Immaculate Conception Academy) und Waterloo (Columbus High School) sowie in Portland (Oregon).
Sie kam über ihren Bruder Ron, Missionar in Lateinamerika von 1964 bis zu seinem Tod 1999, zur Friedensbewegung und der von Roy Bourgeois begründeten School of the Americas Watch (SOAW). Sie engagierte sich in den 1970er-Jahren gegen den Kalten Krieg der USA und nahm an Friedensmärschen teil. Bekannt war sie, zusammen mit ihrer Schwester Gwen, als ständige Protestlerin vor Fort Benning, einem Ausbildungslager für lateinamerikanische Soldaten der United States Army südwestlich von Columbus, Georgia. Für ihre Proteste wurden beide 2001 für sechs Monate inhaftiert, Schwester Dorothy war damals 88 Jahre alt. 2002 wurden Dorothy und Gwen Hennessey mit dem Pacem in Terris Award ausgezeichnet.
Sie starb im Januar 2008 im Alter von 94 Jahren im Franziskanerinnen-Kloster in Dubuque in Iowa.